# Bhagiratha
Bhagîratha ou Bhagîrath (sanskrit : भगीरथ) est un rishi royal, descendant de Sagara dont le mythe est conté, notamment, dans le Rāmāyaṇa (chant II, chapitres XLII-XLIV).

## La légende: Baghîratha et la naissance du Gange

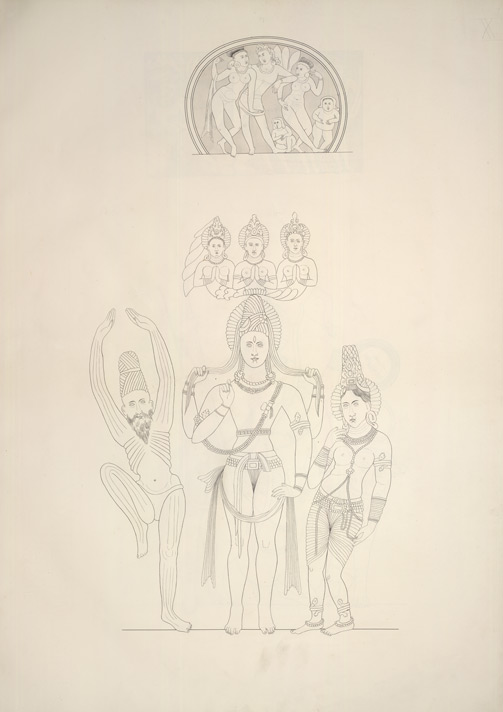
Esquisse par un dessinateur indien (1853) de la naissance du Gange d'après une sculpture du VIe siècle dans le temple de Ravanaphadi à Aihole.
Shiva est debout avec Parvati. À droite de Shiva, Bhagîratha squelettique dans son ascèse. Au dessus de la coiffe de Shiva, les trois déesses des rivières Ganga, Yamuna et Sarasvati.

Grâce à Shiva, le roi Sagara — qui était sans enfant — a finalement 60'000 fils d'une première épouse et un seul d'une seconde femme. Ce fils unique a lui-même un enfant qui sera très pieux, et qui répondra au nom de Bhagîratha. Une fois ses 60'000 fils devenus adultes, le roi célèbre le sacrifice du cheval (ashvameda), particulièrement long et complexe, puisqu'il faut laisser le cheval vagabonder pendant un an, tout en le suivant, après quoi le cheval est sacrifié.
Mais voilà que les 60 000 fils perdent la trace du cheval, et quand enfin ils le retrouvent, il est en train de paître auprès d'un grand sage du nom de Kapila en train de méditer, qui est en fait une incarnation du dieu Vishnou. Quand ils le voient, les fils l'insultent copieusement. Arraché à sa méditation, Kapila les foudroie sur place et les réduit en cendres.
Le cheval est donc toujours en liberté. Ne sachant que faire, le roi se tourne finalement vers son pieux petit-fils, qui va sauver la situation. Bhagîratha retrouve Kapila, se prosterne devant lui et réussit à obtenir qu'il ramène à la vie ses demi-frères. Mais avant cela, il faut qu'il les purifie dans un fleuve. Le problème, c'est qu'il n'y a pas d'eau disponible. Les générations successives cherchaient en vain un moyen de faire descendre la Ganga, et il faudra que Bhagîratha se mette en pénitence et en prière, se tenant sur une jambe durant plusieurs siècles afin de convaincre la déesse Ganga de venir sur terre. Elle se laisse finalement attendrir par les efforts de Bhagîratha et accepte de descendre sur terre sous la forme du Gange.
Cependant, elle pose une condition : elle répandre ses flots avec violence et inondera la Terre. Bhagîratha n'a alors d'autre choix que de se remettre sur une jambe et de demander l'aide d'un dieu d'accord de ralentir la chute de la Ganga. C'est Shiva qui finalement accepte de freiner le courant violent de l'eau à travers sa chevelure.

## Commentaire

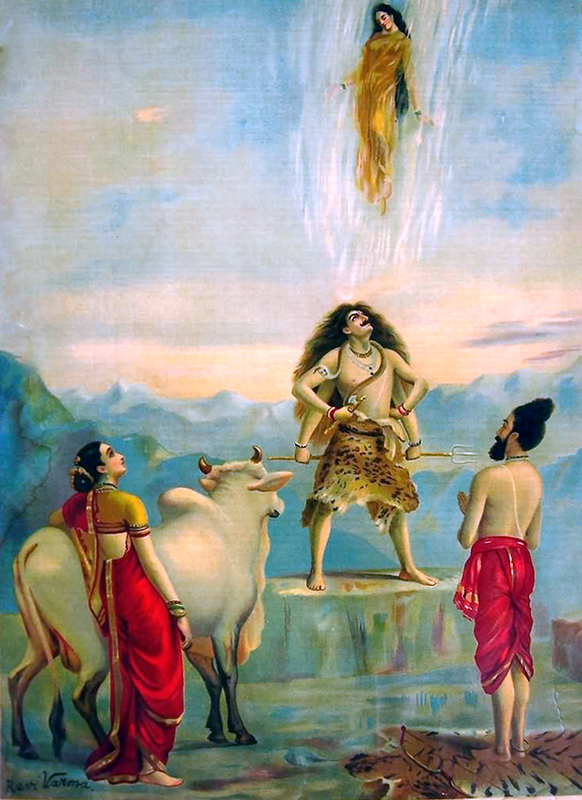
Shiva brise l'arrogance de Ganga en l'obligeant à descendre du ciel en utilisant ses cheveux. Parvati, Nandi et Bhagiratha le regardent arriver.

Les descendants du roi Sagara, s'étaient rendus coupables de fautes majeures, en laissant échapper le cheval du sacrifice et en insultant le sage Kapila. Coupables de manquements importants, foudroyés et ne pouvant donc recevoir de rites funéraires, leurs âmes étaient bien en peine de trouver le repos.
Dans la tradition indienne, il revient au fils ou à ses descendants d'accomplir les rites funéraires pour les ancêtres. C'était donc sur les générations des descendants de Sagara d'accomplir ces rites. Mais la tâche était quasiment impossible à réaliser puisqu'il était nécessaire de faire descendre la rivière céleste Ganga, c'est-à-dire le Gange, seule capable de purifier tous les péchés.
Les générations successives cherchaient en vain un moyen de faire descendre la Ganga, jusqu'à ce que naisse le pieux Bhagîratha. Celui-ci n'ayant pas de descendance, ne pouvait faillir à son devoir. Mais encore fallait-il qu'il convainque Ganga de s'exécuter, raison pour laquelle il se livre à une ascèse très éprouvante afin de toucher les dieux. Ses suppliques sont finalement entendues et , Shiva force la Ganga à descendre en traversant les tresses inextricables de son chignon (jata-mukuta) où elle s'égare pendant de nombreuses années avant d'arriver sur terre où l'attendaient toutes les créatures, animaux et êtres divins. Bhagîratha put ainsi enfin accomplir les rites funéraires pour ses ancêtres.

## Le Gange Bhagîrathî,
La Ganga est parfois appelée Bhagîrathî, c'est-à-dire descendante de Bhagîratha, car c'est grâce à ce rishi qu'elle est parvenue au monde terrestre. Elle est aussi considérée comme l'épouse de Shiva.

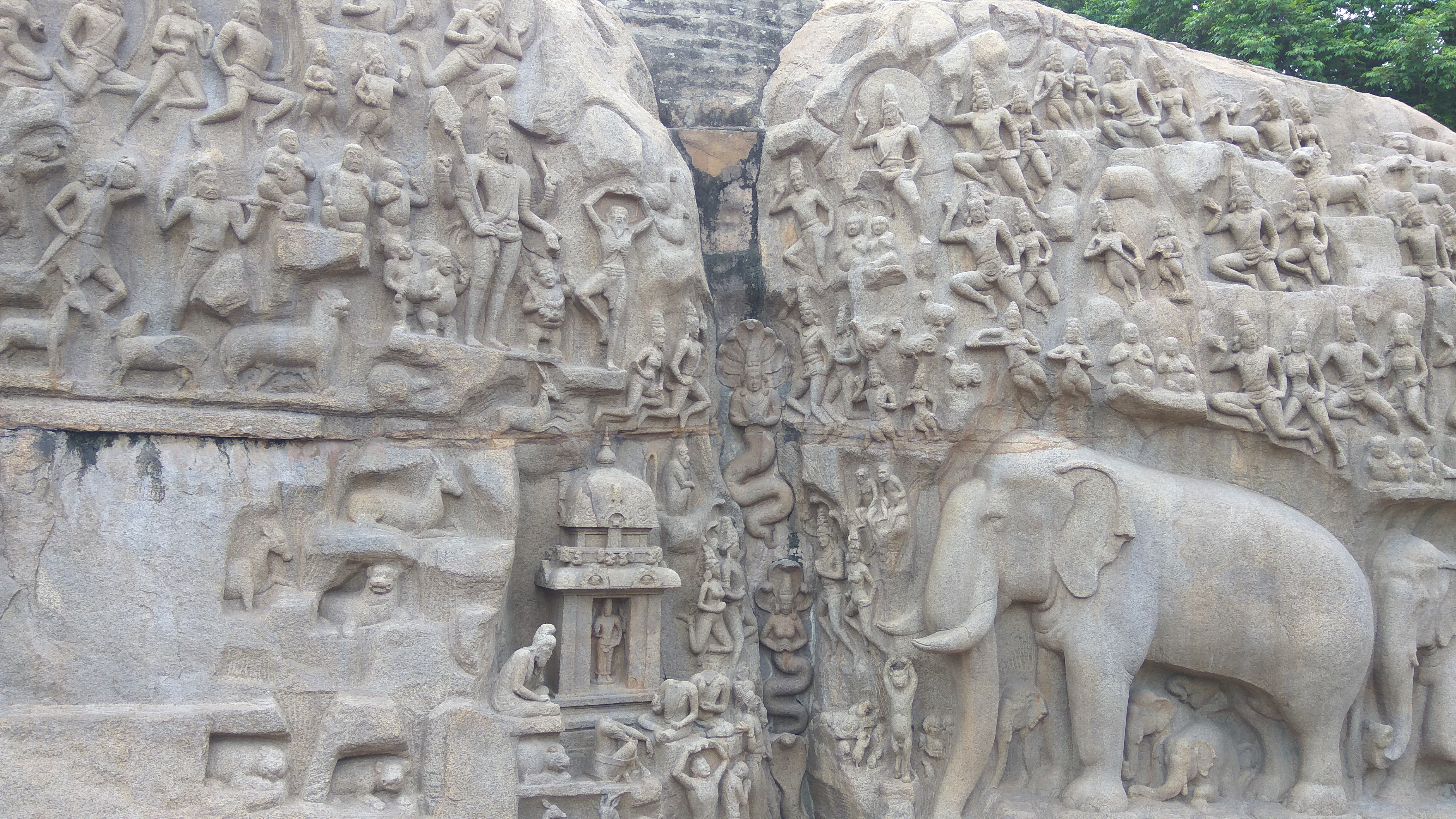
La descente du Ganges à Mahabalipuram. On voit Bhagîratî (ou Arjuna) en haut à gauche de la fente, à la gauche de Shiva.

Ce mythe est richement illustré sur le célèbre rocher de Mahabalipuram (Tamil Nadu). Cependant, on considère qu'il pourrait plutôt s'agir d'un mythe qui met en scène Arjuna (en pénitence pour obtenir des armes de Shiva) et non pas Bhagîrathî. La question reste disputée entre les spécialistes.